# Can Tasi
Can Tasi, també escrit Can Tassi, és un mas uns quants centenars de metres al nord del veïnat del Molí d'en Llorenç al terme municipal de Maià de Montcal (la Garrotxa). Actualment, Can Tassi s'utilitza coma a casa d'estiueig i ha estat objecte d'una gran restauració. A la façana de tramuntana es pot veure l'antic forn, penjat a l'exterior gràcies a una arca de mig punt.
Gran casal de planta rectangular i teulat a dues aigües amb els vessaments vers a les façanes laterals. Disposa de baixos i dos pisos superiors. Cal destacar la façana de migdia, possiblement bastida en època posterior a la resta del mas. En aquesta, hi veiem la porta d'accés de mig punt adovellada, amb finestra menuda de carreus ben tallats a cada costat. Al primer pis tenim quatre finestres rectangulars de diverses mides. Al pis superior s'hi obren sis finestres d'arc de mig punt.